# Storträsket (Norsjö socken, Västerbotten, 719467-166888)
Storträsket är en sjö i Norsjö kommun i Västerbotten och ingår i Umeälvens huvudavrinningsområde. Sjön är 8,5 meter djup, har en yta på 1,55 kvadratkilometer och befinner sig 297 meter över havet. Sjön avvattnas av vattendraget Månsträskån (Kvarnån).

## Delavrinningsområde
Storträsket ingår i det delavrinningsområde (719551-166720) som SMHI kallar för Utloppet av Storträsket. Medelhöjden är 312 meter över havet och ytan är 6,93 kvadratkilometer. Räknas de 6 avrinningsområdena uppströms in blir den ackumulerade arean 67,81 kvadratkilometer. Månsträskån (Kvarnån) som avvattnar avrinningsområdet har biflödesordning 4, vilket innebär att vattnet flödar genom totalt 4 vattendrag innan det når havet efter 194 kilometer. Avrinningsområdet består mestadels av skog (62 procent) och sankmarker (13 procent). Avrinningsområdet har 1,54 kvadratkilometer vattenytor vilket ger det en sjöprocent på 22,3 procent.